# Aaron Arrowsmith
Pour les articles homonymes, voir Arrowsmith.
Aaron Arrowsmith est un géographe anglais, né à Londres le 14 juillet 1750 et mort dans la même ville le 23 avril 1823.
Il se fait un nom par son habileté à dresser les cartes et fut nommé hydrographe du roi George IV. Il publie plus de 130 cartes. Son Nouvel Atlas général qu'il publie en 1817, et ses Mappemondes d'après la projection de Mercator, furent particulièrement estimées.
Le fonds d'archives d'Aaron Arrowsmith est conservé au centre d'archives de Montréal de Bibliothèque et Archives nationales du Québec.

## Source
Marie-Nicolas Bouillet  et Alexis Chassang (dir.), « Aaron Arrowsmith » dans Dictionnaire universel d’histoire et de géographie, 1878 (lire sur Wikisource)